# Drapetis mariae
Drapetis mariae är en tvåvingeart som beskrevs av Steyskal 1953. Drapetis mariae ingår i släktet Drapetis och familjen puckeldansflugor.
Artens utbredningsområde är Michigan. Inga underarter finns listade i Catalogue of Life.